# Seznam integralov Gaussovih funkcij
Seznam integralov Gaussovih funkcij vsebuje integrale Gaussovih funkcij. 
V pregledu pomeni {\displaystyle \phi (x)={\tfrac {1}{\sqrt {2\pi }}}e^{-{\frac {1}{2}}x^{2}}} funkcijo gostote verjetnosti za normalno porazdelitev in {\displaystyle \textstyle \Phi (x)=\int _{-\infty }^{x}\phi (t)dt={\frac {1}{2}}{\big (}1+\operatorname {erf} {\big (}{\frac {x}{\sqrt {2}}}{\big )}{\big )}} je pripadajoča zbirna funkcija verjetnosti (kjer je erf funkcija napake). 

## Nedoločeni integrali
{\displaystyle \int \phi (x)\,dx=\Phi (x)+C}
{\displaystyle \int x\phi (x)\,dx=-\phi (x)+C}
{\displaystyle \int x^{2}\phi (x)\,dx=\Phi (x)-x\phi (x)+C}
{\displaystyle \int x^{2k+1}\phi (x)\,dx=-\phi (x)\sum _{j=0}^{k}{\frac {(2k)!!}{(2j)!!}}x^{2j}+C}
{\displaystyle \int x^{2k+2}\phi (x)\,dx=-\phi (x)\sum _{j=0}^{k}{\frac {(2k+1)!!}{(2j+1)!!}}x^{2j+1}+(2k+1)!!\,\Phi (x)+C}
(v teh integralih je n!! dvojna fakulteta: za parne vrednosti n je to zmnožek vseh parnih števil od 2 do n, za neparne n je to zmnožek vseh neparnih števil od 1 do n, dodatno še velja 1=0!! = (−1)!! = 1).
{\displaystyle \int \phi (x)^{2}\,dx={\tfrac {1}{2{\sqrt {\pi }}}}\Phi (x{\sqrt {2}})+C}
{\displaystyle \int \phi (x)\phi (a+bx)\,dx={\tfrac {1}{t}}\phi (a/t)\Phi (tx+ab/t)+C,\quad t={\sqrt {1+b^{2}}}} : {\displaystyle \int x\phi (a+bx)\,dx=-{\tfrac {1}{b^{2}}}\phi (a+bx)-{\tfrac {a}{b^{2}}}\Phi (a+bx)+C}
{\displaystyle \int x^{2}\phi (a+bx)\,dx={\tfrac {a^{2}+1}{b^{3}}}\Phi (a+bx)+{\frac {a-bx}{b^{3}}}\phi (a+bx)+C}
{\displaystyle \int \phi (a+bx)^{n}\,dx={\frac {(2\pi )^{-(n-1)/2}}{b{\sqrt {n}}}}\Phi {\big (}{\sqrt {n}}(a+bx){\big )}+C}
{\displaystyle \int \Phi (a+bx)\,dx={\tfrac {1}{b}}(a+bx)\Phi (a+bx)+{\tfrac {1}{b}}\phi (a+bx)+C}
{\displaystyle \int x\Phi (a+bx)\,dx={\tfrac {1}{2b^{2}}}{\big (}(b^{2}x^{2}-a^{2}-1)\Phi (a+bx)+(bx-a)\phi (a+bx){\big )}+C}
{\displaystyle \int x^{2}\Phi (a+bx)\,dx={\tfrac {1}{3b^{3}}}{\big (}(b^{3}x^{3}+a^{3}+3a)\Phi (a+bx)+(b^{2}x^{2}-abx+a^{2}+2)\phi (a+bx){\big )}+C}
{\displaystyle \int x^{n}\Phi (x)\,dx={\tfrac {1}{n+1}}{\Big (}(x^{n+1}-nx^{n-1})\Phi (x)+x^{n}\phi (x)+n(n-1)\int x^{n-2}\Phi (x)\,dx{\Big )}+C}
{\displaystyle \int x\phi (x)\Phi (a+bx)\,dx={\tfrac {b}{t}}\phi (a/t)\Phi (xt+ab/t)-\phi (x)\Phi (a+bx)+C,\quad t={\sqrt {1+b^{2}}}}
{\displaystyle \int \Phi (x)^{2}\,dx=x\Phi (x)^{2}+2\Phi (x)\phi (x)-{\tfrac {1}{\sqrt {\pi }}}\Phi (x{\sqrt {2}})+C}
{\displaystyle \int e^{cx}\phi (bx)^{n}\,dx={\frac {1}{b{\sqrt {n(2\pi )^{n-1}}}}}e^{c^{2}/(2nb^{2})}\Phi (bx{\sqrt {n}}-{\tfrac {c}{b{\sqrt {n}}}})+C,\quad b\neq 0,n>0}

## Določeni integrali
{\displaystyle {\begin{aligned}&\int _{-\infty }^{\infty }x^{2}\phi (x)^{n}\,\,dx={\Big (}n^{3/2}(2\pi )^{(n-1)/2}{\Big )}^{-1}\\&\int _{-\infty }^{0}\phi (ax)\Phi (bx)dx=(2\pi a)^{-1}\arctan(a/b)\\&\int _{0}^{\infty }\phi (ax)\Phi (bx)\,dx=(2\pi a)^{-1}{\big (}{\tfrac {\pi }{2}}-\arctan(b/a){\big )}\\&\int _{0}^{\infty }x\phi (x)\Phi (bx)\,dx={\frac {1}{2{\sqrt {2\pi }}}}{\bigg (}1+{\frac {b}{\sqrt {1+b^{2}}}}{\bigg )}\\&\int _{0}^{\infty }x^{2}\phi (x)\Phi (bx)\,dx={\frac {1}{4}}+{\frac {1}{2\pi }}{\bigg (}{\frac {b}{1+b^{2}}}+\arctan b{\bigg )}\\&\int x\phi (x)^{2}\Phi (x)\,dx={\frac {1}{4\pi {\sqrt {3}}}}\\&\int _{0}^{\infty }\Phi (bx)^{2}\phi (x)\,dx=(2\pi )^{-1}{\big (}\arctan b+\arctan {\sqrt {1+2b^{2}}}{\big )}\\&\int _{-\infty }^{\infty }\Phi (bx)^{2}\phi (x)\,dx=\pi ^{-1}\arctan {\sqrt {1+2b^{2}}}\\&\int _{-\infty }^{\infty }x\phi (x)\Phi (bx)\,dx=\int _{-\infty }^{\infty }x\phi (x)\Phi (bx)^{2}\,dx={\frac {b}{\sqrt {2\pi (1+b^{2})}}}\\&\int _{-\infty }^{\infty }\Phi (a+bx)\phi (x)\,dx=\Phi {\big (}a/{\sqrt {1+b^{2}}}{\big )}\\&\int _{-\infty }^{\infty }x\Phi (a+bx)\phi (x)\,dx=(b/t)\phi (a/t),\quad t={\sqrt {1+b^{2}}}\\&\int _{0}^{\infty }x\Phi (a+bx)\phi (x)\,dx=(b/t)\phi (a/t)\Phi (-ab/t)+(2\pi )^{-1/2}\Phi (a),\quad t={\sqrt {1+b^{2}}}\\&\int _{-\infty }^{\infty }\ln(x^{2}){\tfrac {1}{\sigma }}\phi {\big (}{\tfrac {x}{\sigma }}{\big )}\,dx=\ln(\sigma ^{2})-\gamma -\ln 2\approx \ln(\sigma ^{2})-1.27036\end{aligned}}}